# Regiane Alves
Regiane Kelly Lima Alves (Santo André, Brasil, 31 de agosto de 1978) es una actriz y modelo brasileña.

## Biografía
Inició su carrera de modelo a la edad de trece años, apareciendo en tapas de revistas, campañas publicitarias y actuando en comerciales de televisión. Tuvo una elogiada actuación, tanto como la repercusión como la propia sensualidad de su personaje Dóris, le rindió una tapa de la edición brasileña de la revista Playboy, en su edición de aniversario de los 28 años de esa revista, en agosto de 2003. También aparece en el filme Onde Anda Você de 2004. Siendo que en su vida real, Regiane se afirma 'tímida', critica la superexposición e intenta pasar discretamente, sin mostrar o exaltar nada de su vida personal

## Filmografía

### Televisión
| Año       | Título                 | Personaje                                    |
| --------- | ---------------------- | -------------------------------------------- |
| 1998      | Fascinação             | Ana Clara Gouveia da Silva Prates            |
| 1998      | Meu Pé de Laranja Lima | Liliane "Lili" Silva                         |
| 2000      | A Muralha              | Rosália Olinto                               |
| 2000-2001 | Lazos de familia       | Clara Ferreira                               |
| 2002      | Deseos de mujer        | Letícia Miranda Moreno                       |
| 2003      | Mujeres apasionadas    | Dóris de Souza Duarte Martins                |
| 2004      | Cabocla                | Elizabeth "Belinha" Pereira Junqueira Caldas |
| 2006-2007 | Páginas de la vida     | Alice Miranda de Vilela Arruda               |
| 2008      | Belleza pura           | Joana da Silva Amarante                      |
| 2010      | Tempos Modernos        | Goretti Cordeiro                             |
| 2011      | La vida sigue          | Cristiane "Cris" Macedo                      |
| 2012      | ¿Pelea o amor?         | Jennifer                                     |
| 2013      | Laberintos del corazón | Renata Moretti                               |
| 2016      | A Lei do Amor          | Beth                                         |
| 2017      | Cidade Proibida        | Marli                                        |
| 2018      | O Tempo Não Para       | Maria Carla                                  |
| 2023      | Sólo confía            | Clara Bragança                               |

### Cine
| Año  | Título              | Personaje       | Nota(s)      |
| ---- | ------------------- | --------------- | ------------ |
| 2004 | Onde Anda Você      | Estela da Luz   |              |
| 2005 | Corpo               | Helena          |              |
| 2006 | O Dono do Mar       | Germana         |              |
| 2006 | Zuzu Angel          | Hildegard Angel |              |
| 2011 | Retrato Falhado     | Pérola          | Cortometraje |
| 2014 | O Menino no Espelho | Odete           |              |
| 2014 | Isolados            | Renata          | [ 7 ]        |
| 2018 | Uma Pitada de Sorte | Margô           |              |

## Teatro
- 2016 - Para Tão Longo Amor, Raquel
- 2014 - Amor Perverso, Amapola
- 2012 - Festival Home Theatre, Sandra, Emilia e Isabel
- 2010 - A Garota do Biquíni Vermelho, Sônia Mamede
- 2008 - Enfin, Nosotros
- 2007 - Manos al Alto São Paulo
- 2007 - Ricardo III
- 2005 - Danza lenta en el local del crimen
- 2002 - Caminos de José Brandão

## Videos musicales
- 2007: Dia Branco - Thiago Antunes
- 2007: Velocidade da Luz - Rodrigo Moratto